# Answer That and Stay Fashionable
Answer That and Stay Fashionable es el primer álbum de estudio del grupo de hardcore punk AFI. Inicialmente fue publicado el 1 de agosto de 1995 por Wingnut Records y posteriormente relanzado por Nitro Records el 22 de abril de 1997.

## Diseño
La portada del álbum es una parodia de la película Reservoir Dogs. Existe una versión rosa del vinilo. Originalmente el vinilo iba a ser blanco y rojo, pero unos problemas durante la producción hicieron que los colores se mezclasen.

## Lista de canciones
1. "Two of a Kind" – 1:29
2. "Half-Empty Bottle" – 1:39
3. "Yürf Rendenmein" – 2:13
4. "I Wanna Get A Mohawk (But Mom Won't Let Me Get One)" – 1:12
5. "Brownie Bottom Sundae" – 1:46
6. "The Checkered Demon" – 2:08
7. "Cereal Wars" – 1:16
8. "The Mother In Me" – 2:04
9. "Rizzo in the Box" – 1:51
10. "Kung-Fu Devil" – 2:12
11. "Your Name Here" – 2:27
12. "Ny-Quil" – 2:06
13. "Don't Make Me Ill" – 2:40
14. "Open Your Eyes" – 1:16
15. "High School Football Hero" – 1:31 (la versión de iTunes 15:02)
16. "Self-Pity" – 0:57
17. "Key Lime Pie" – 0:36